# Zwischenhirn

3D-Animation

Das Zwischenhirn oder Diencephalon (auch Dienzephalon) ist ein Teil des Gehirns und schließt sich scheitelwärts dem Mittelhirn (Mesencephalon) an. Es umschließt auf beiden Seiten den 3. Ventrikel.
Zum  Zwischenhirn zählen u. a. Zirbeldrüse sowie Hypothalamus und Anteile der Seh- und Hörbahn, die Oberflächensensibilität, die Tiefensensibilität. Es ist an der Ausprägung vieler überlebenswichtiger Empfindungen, Triebe und Instinkte wie Hunger und Durst, Schlaf- und Fortpflanzungsbedürfnis beteiligt.
Die Neurohypophyse, ein Bestandteil der Hirnanhangdrüse (im Zwischenhirnhypophysengebiet), ist eine Ausstülpung des Zwischenhirns.

## Aufbau
Es kann, auch nach funktionellen Bezügen, eingeteilt werden in:
- Thalamus (Thalamus dorsalis)
- Subthalamus (Thalamus ventralis)
- Metathalamus
- Hypothalamus mit Hypophyse
- Epithalamus mit Epiphyse

## Embryonalentwicklung

Hauptunterteilungen des Vertebratengehirns während der Embryogenese: mit Zwischenhirn (Diencephalon)

Die Ausbildung des Zwischenhirns ist Bestandteil der Embryogenese des Gehirns aller Schädeltiere (Wirbeltiere) und eines Stadiums der Gehirnentwicklung beim Menschen im Speziellen.
Aus dem vorderen Neuralrohr entstehen Prosencephalon, Mesencephalon und Rhombencephalon (linke Bildhälfte in Abb.). Beim Menschen geschieht dies ungefähr in der fünften Woche. Anschließend differenziert das Prosencephalon in Telencephalon und Diencephalon. Das Diencephalon differenziert danach weiter aus.